# Kontrabas
Kontrabas ili samo bas, te bajs ili berde najveći je i najdublji gudaći instrument u modernom simfonijskom orkestru.
Notni zapis mu je najčešće pisan za oktavu više nego što zvuči kako bi se izbjeglo pretjerano korištenje pomoćnih crtica. Kontrabas je jedini moderni gudaći instrument štiman u čistim kvartama umjesto u čistim kvintama, a žice se obično štimaju na E1, A1, D i G. Točno podrijetlo instrumenta još je stvar rasprave jer su učenjaci podijeljeni između obitelji viola (gamba) i violinske obitelji.
Kontrabas je standardni član žičanog orkestralnog dijela, kao i koncertnih sastava, stoga je u zapadnoj klasičnoj glazbi istaknut u koncertima (concerto), kao solist ili u komornoj glazbi. Bas se koristi i u mnogim drugim žanrovima, poput jazza, bluesa i rock & rolla, rockabillyja, psychobillyja, countryja, bluegrassa, tanga i u mnogim vrstama narodne glazbe.
Kontrabas se svira ili gudalom (arco) ili trzanjem žica prstima (pizzicato). U orkestralnom repertoaru i u tango glazbi, primjenjuju se oba načina. U jazzu, bluesu i rockabillyju, pizzicato je norma. Klasična glazba koristi samo prirodan zvuk kojeg instrument akustično proizvodi, kao i tradicionalni bluegrass. U jazzu, bluesu i srodnim žanrovima, bas se uglavnom ozvučuje pojačalom i zvučnicima.

## Vanjske poveznice
- EarlyBass.com  Arhivirana inačica izvorne stranice od 19. studenoga 2003. (Wayback Machine), autor Jerry Fuller
- Popis skladbi s kontrabasom u komornoj glazbi  Arhivirana inačica izvorne stranice od 3. listopada 2016. (Wayback Machine)
- Kontrabasi u poljskoj narodnoj glazbi